# Borsöknasjön
Borsöknasjön är en sjö inom området Borsökna i Eskilstuna kommun, Södermanland och ingår i Norrströms huvudavrinningsområde. Sjön har en area på 0,307 kvadratkilometer och ligger 24 meter över havet.

## Delavrinningsområde
Borsöknasjön ingår i det delavrinningsområde (658513-153742) som SMHI kallar för Förgrening. Medelhöjden är 25 meter över havet och ytan är 73,44 kvadratkilometer. Räknas de 224 avrinningsområdena uppströms in blir den ackumulerade arean 4 145,85 kvadratkilometer. Avrinningsområdets utflöde Norrström (Eskilstunaån) mynnar i havet. Avrinningsområdet består mestadels av skog (33 procent), öppen mark (17 procent) och jordbruk (23 procent). Avrinningsområdet har 0,38 kvadratkilometer vattenytor vilket ger det en sjöprocent på 0,5 procent. Bebyggelsen i området täcker en yta av 17,06 kvadratkilometer eller 23 procent av avrinningsområdet.